# IC 3175
IC 3175 је спирална галаксија у сазвјежђу Дјевица која се налази на листи објеката дубоког неба у Индекс каталогу.
Деклинација објекта је + 9° 51' 14" а ректасцензија 12h 20m 33,3s. Привидна величина (магнитуда) објекта IC 3175 износи 14,5 а фотографска магнитуда 15,3. IC 3175 је још познат и под ознакама CGCG 70-19, VCC 424, PGC 39831.